# Carlos Ulloa Pérez
Carlos Alberto Ulloa Pérez (Arriaga, Chiapas, 21 de mayo de 1970) es un político mexicano, miembro del partido Movimiento Regeneración Nacional (Morena). Ha ocupado cargos en el gobierno de la Ciudad de México, DE diputado federal de 2024 a 2025, y es desde el 11 de abril de 2025, director general de Laboratorios de Biológicos y Reactivos de México, S.A. de C.V. (Birmex).

## Biografía
Es licenciado en Administración y maestro en Administración Pública por la Universidad del Valle de México; cuenta con estudios en Alta Administración Municipal en Reino Unido. Sus hermanos, Emilio Ulloa Pérez y Gerardo Ulloa Pérez, ha ocupando también varios cargos públicos, entre ellos el de diputados federales.
De 2000 a 2004 fue asesor en la comisión de Cultura de la LVIII Legislatura de la Cámara de Diputados, de 2010 a 2011 fue asesor de investigación en el Consejo Nacional de Ciencia y Tecnología (CONACYT), y de 2013 a 2015 fue asesor en la Secretaría de Finanzas de la Ciudad de México siendo su titular Edgar Amador Zamora y jefe de gobierno Miguel Ángel Mancera.
En 2015 Claudia Sheinbaum Pardo es elegida jefa delegacional de la delegación Tlalpan y designa a Carlos Ulloa como director general de Servicios Urbanos de la misma, permaneció en el cargo hasta 2017 en que se unió a la campaña de Sheinbaum a la jefatura de gobierno de la Ciudad de México en las elecciones de 2018. Al triunfar el dicho proceso electoral y asumir el cargo el 5 de diciembre de 2018, Claudia Sheinbaum lo nombró como su secretario particular; ocupó este cargo hasta el 30 de diciembre de 2020 cuando fue nombrado como titular de la Secretaría de Desarrollo Urbano y Vivienda de la Ciudad de México, cuya titular Iliana Villalobos Estrada pasó a sustituirlo en la secretaría particular de la jefa de gobierno.
El 19 de septiembre de 2021 la jefa de gobierno lo nombró al frente de la Secretaría de Inclusión y Bienestar Social de la Ciudad de México, ocupando dicha dependencia hasta el 2 de julio de 2022 en que la misma Claudia Sheinbaum lo nombra de nuevo como secretario de Desarrollo Urbano y Vivienda. El 15 de junio de 2023 Sheinbaum dejó la jefatura de gobierno de la Ciudad de México para buscar la candidatura de Morena a la presidencia de México y la relevó al frente del gobierno de la capital Martí Batres Guadarrama, Carlos Ulloa permació como titular de Desarrollo Urbano hasta el 15 de febrero de 2024 en que renunció al cargo, para integrarse en la campaña de Sheinbaum y luego para ser candidato de la coalición Sigamos Haciendo Historia a diputado federal por el Distrito 5 de la Ciudad de México.
En las elecciones federales de 2024 es elegido diputado por el citado Distrito 5 al recibir el 53.28% de los votos, frente a 35.15% de su competidora Karla Ayala Villalobos candidata de la coalición Fuerza y Corazón por México y que buscaba la reelección en el cargo. Representó al distrito en la LXVI Legislatura de 2024 a 2027; en ella, fue presidente de la comisión de Hacienda y Crédito Público; e integrante de las comisiones de Desarrollo Urbano y Ordenamiento Territorial; y, de Vivienda. El 19 de marzo de 2025 solicitó y recibió licencia por tiempo indefinido al cargo de diputado, trascendiendo la posibilidad de que fuera para asumir la titularidad de Laboratorios Biológicos y Reactivos de México (BIRMEX).
El 11 de abril de 2025 la presidenta Claudia Sheinbaum anunció su nombramiento como titular de Birmex, ante la destitución de su antecesor Iván de Jesús Olmos Cansino, en investigación por posibles actos delictivos.